# Глиняний посуд

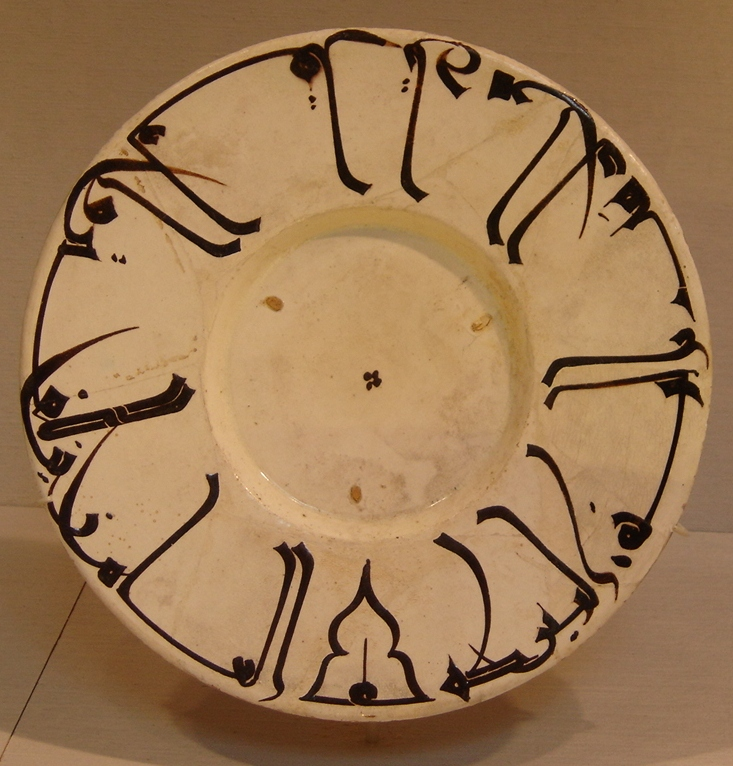
Розмальований різьблений і глазурований глиняний посуд. Датується 10 століттям, Іран. Музей мистецтва Метрополітен

Глиняний посуд — глазурований чи неглазурований не вітрифікований виріб з гончарної глини, що зазвичай випалюють нижче 1200 °C.
На основі глиняного посуду роблять фаянс.

## Виробництво
Загальна формула для сучасного виготовлення глиняного посуду:  25% каолініту, 25% гончарної глини, 35% кварцу and 15%  польового шпату.

## Історія

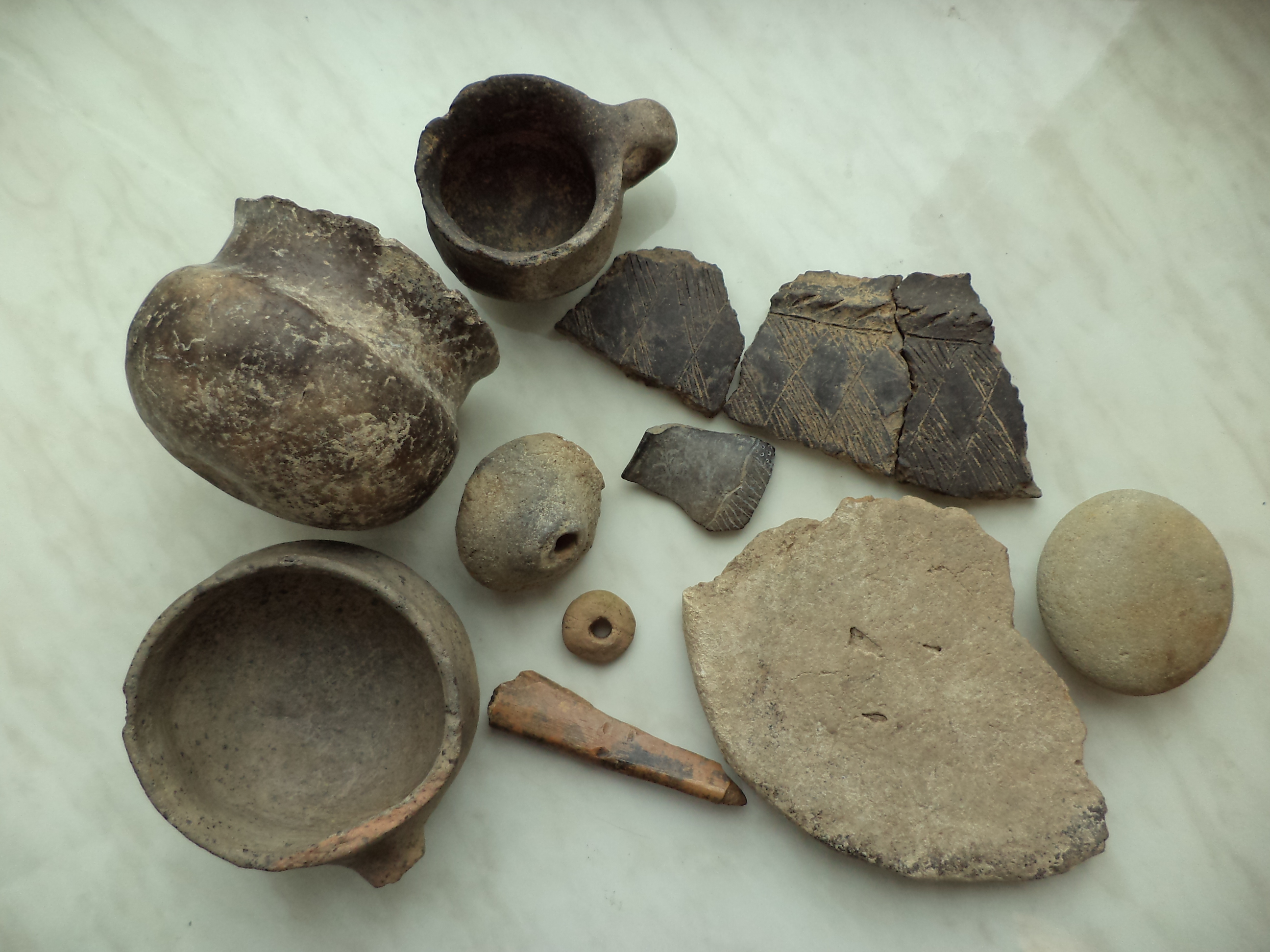
Кераміка чорноліської культури: кубки, уламок глиняного "хлібчика", глиняне грузило, черепок із характерним рисунком

Дослідницькі групи, що працювали в китайській провінції Цзянсі, у печері Сянрен виявили найстаріший глиняний посуд у світі — йому приблизно 20 000 років. Ймовірно, його використовували в кулінарії.

### Розвиток на території України

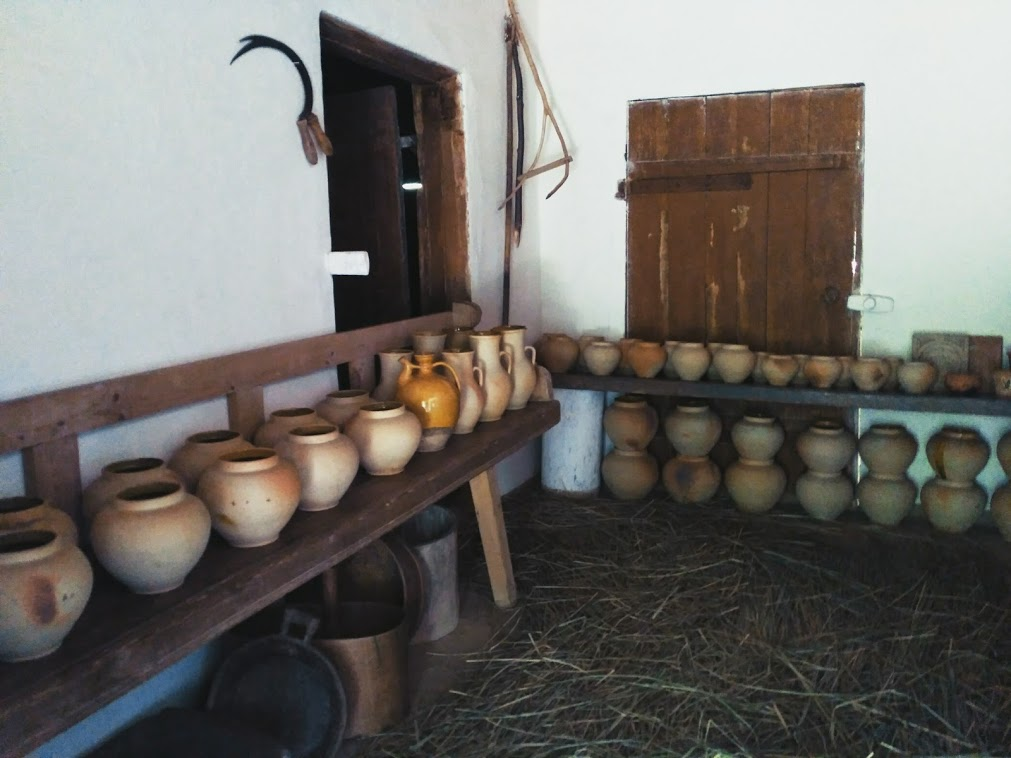
Посуд у «Садибі Гончара», Переяслав-Хмельницький

Гончарство в Україні бере свій початок в мезолітичну добу і досягло високого розвитку в добу трипільської культури.

## Типи глиняних виробів

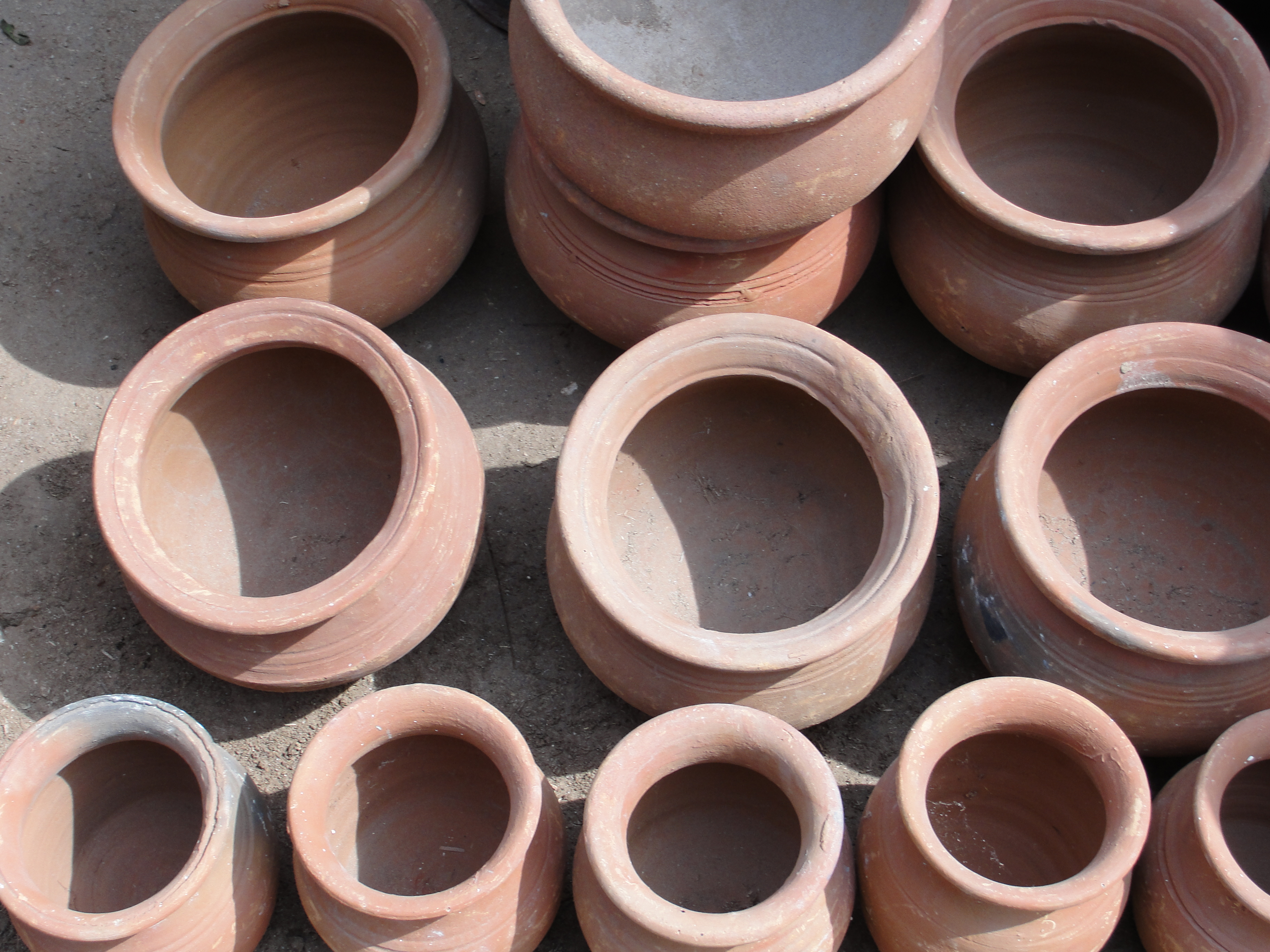
Неглазуровані горщики

Враховуючи історичний розвиток, глиняні вироби розрізняють в залежності від їх культурного походження: вся давньогрецька і давньоримська кераміка, а також андалузька кераміка пізнього середньовіччя переросла в олов'яну кераміку чи фаянс в декількох частинах Європи (наприклад, майоліка епохи Італійського Відродження чи голландська порцеляна Делфта).
Кераміка Сен-Поршер є одним з найскладнішим і напрочуд рідкісним різновидом глиняних виробів. Виготовлялась в середині XVI століття.